# Ctenochira nigroventralis
Ctenochira nigroventralis är en stekelart som beskrevs av Lee och Cha 1993. Ctenochira nigroventralis ingår i släktet Ctenochira och familjen brokparasitsteklar. Inga underarter finns listade i Catalogue of Life.